# 劉永 (バドミントン選手)
劉 永（りゅう えい、リュウ・ヨン、Liu Yong、1975年8月12日 - ）は、中華人民共和国の男子バドミントン選手。1997年の混合ダブルス世界王者。

## 経歴
主に葛菲との混合ダブルスでプレーし、世界ランクは最高で1位に到達。
1997年の世界選手権では、決勝でイェンス・エリクセン / マリーヌ・トムセンを破って優勝。